# Володар обрію
Володар Обрію (анг. Horizon's Lord) — багатоцільова великокаліберна снайперська гвинтівка, яку розробила однойменна українська компанія ТОВ «Володар Обрію». Доступна у декількох калібрах.

## Історія створення
Мультикаліберна снайперська гвинтівка «Володар Обрію» розроблена інженерами української збройової компанії «Володар Обрію» за участі провідних снайперів України.
При створенні гвинтівки розробникам поставили такі завдання:
1. Маса гвинтівки не повинна перевищувати 16 кг.
2. Конструкція затворної групи мала бути такою, щоб максимально зменшити можливість потрапляння землі, піску чи іншого бруду в патронник під час інтенсивного бою.
3. Габарити гвинтівки зі складеним прикладом не повинні перевищувати 1,6 м, що дозволить транспортування її в салоні легкового автомобіля та мати можливість одному снайперу із гвинтівкою та боєкомплектом до неї безперешкодно пересуватись вузькими траншеями чи в пошкоджених будинках.
4. Конструкція гвинтівки має передбачати швидку заміну ствола та затворної личинки під наявний у підрозділі чи країні-експлуатанті калібр.

Для максимальної ефективності «Володаря Обрію» був розроблений спеціальний набій — 12,7×114"HL".
В основі розробленого набою 12,7×114"HL" лежить куля калібру .510" (12,95 мм) в гільзі від набою 14,5×114 мм.
У комплектації гвинтівки використовуються товари виробництва провідних іноземних компаній: Bartlein Barrels Inc. (США), ARC Ballistics (Велика Британія), Baltic Bullets (Латвія).
В лютому 2022 року стало відомо, що державний спецекспортер — компанія «Укрспецекспорт» просуватиме на міжнародний ринок снайперський комплекс «Володар Обрію» під новий набій 12,7×114"HL".

## Призначення
Снайперська гвинтівка “Володар Обрію” ("Horizon's Lord") призначена для проведення диверсійних та контрдиверсійних заходів (в тому числі, в умовах пустель та гірської місцевості), для знищення снайперів противника, розрахунків великокаліберних кулеметів, протитанкових ракетних комплексів (ПТРК) та для боротьби з легкоброньованою технікою противника.

## Характеристики
- Максимальна дальність прицільного пострілу «Володаря Обрію» ‒ 3800 м (підтверджений світовий снайперський рекорд)[5].
- Ефективна дальність снайперського пострілу ‒ 2500 м (при використанні матчевих набоїв 12,7х114"HL".
- Технічна кучність — менше 1 MOA (при використанні матчевих набоїв 12,7х114"HL" та 14,5х114"HL").
- Темп стрільби — до 8 пострілів за хвилину.

Маса гвинтівки ~15,7 кг, довжина: зі складеним прикладом — 1,52 м, у розгорнутому вигляді — 1,82 м.
Снайперська гвинтівка «Володар Обрію» доступна в декількох калібрах: .416 Barrett; .460 Steyr; 12,7×99 мм НАТО; 12,7×108 мм; 12,7×114"HL" (який виготовляє сама компанія «Володар Обрію») ; 14,5×114 мм та 23×115 мм. Останній зазначений калібр — 23×115 мм — це малокаліберний снаряд, застосування якого перетворює гвинтівку в малокаліберну гармату.
Для зміни калібру гвинтівки достатньо замінити ствол та кілька деталей.

## Застосування
18 листопада 2023 року під час повномасштабного російського вторгнення з такої гвинтівки калібру 12,7×114 мм HL снайпер СБУ В'ячеслав Ковальський встановив новий снайперський рекорд, ліквідувавши ймовірного російського офіцера на відстані 3800 метрів. Цей постріл побив попередній світовий рекорд, встановлений у 2017 році канадським снайпером підрозділу Joint Task Force 2, котрий уразив ціль на відстані 3540 м з гвинтівки McMillan TAC-50 калібру .50 BMG.